# Deborah Dickson
Deborah Dickson (geb. vor 1985) ist eine US-amerikanische Regisseurin, Editorin und Produzentin von Dokumentarfilmen.

## Leben
Dickson studierte am Barnard College und der New York University Film School. Sie begann ihre Karriere 1985 mit einer vom ZDF koproduzierten Fernsehdokumentation über Seiji Ozawa. Hierbei führte sie Regie und war auch für den Filmschnitt verantwortlich; der Film war später für den Jurypreis des Sundance Film Festival nominiert. Im selben Jahr schnitt sie eine Fernsehdokumentation über Vladimir Horowitz. 1988 war sie für den Oscar in der Kategorie Bester Dokumentar-Kurzfilm nominiert, ging aber mit dem von ihr inszenierten, produzierten und geschnittenen Kurzfilm Frances Steloff: Memoirs of a Bookseller leer aus. Für Karajan in Salzburg über Herbert von Karajan war sie ebenfalls 1988 beim Chicago International Film Festival für den Gold Hugo nominiert.
1997, gemeinsam mit Anne Belle, und 2002 war sie in der Kategorie Bester Dokumentarfilm erneut für den Oscar nominiert, konnte aber mit Suzanne Farrell: Elusive Muse und Lalee’s Kin: The Legacy of Cotton die Auszeichnung bei keiner ihrer Nominierungen erringen.

## Filmografie (Auswahl)
- 1987: Frances Steloff: Memoirs of a Bookseller
- 1989: Dancing for Mr. B: Six Balanchine Ballerinas
- 1996: Letting Go: A Hospice Journey
- 1996: Suzanne Farrell: Elusive Muse
- 2001: Lalee’s Kin: The Legacy of Cotton
- 2002: Ruthie and Connie: Every Room in the House
- 2009: Witnesses to a Secret War
- 2012: The Lost Bird Project
- 2014: Ruthie & Connie: Every Room in the House, Special Edition

## Auszeichnungen (Auswahl)
- 1988: Oscar-Nominierung in der Kategorie Bester Dokumentar-Kurzfilm für Frances Steloff: Memoirs of a Bookseller
- 1997: Oscar-Nominierung in der Kategorie Bester Dokumentarfilm für Suzanne Farrell: Elusive Muse
- 2002: Oscar-Nominierung in der Kategorie Bester Dokumentarfilm für LaLee’s Kin: The Legacy of Cotton